# Gerrit (Software)
Gerrit ist ein auf Zusammenarbeit basierendes Review-System für Git. Mit Gerrit lassen sich Änderungen an einer Software diskutieren und schließlich in diese integrieren.
Das Open-Source-Projekt Gerrit eröffnet die Möglichkeit, alle Änderungen von einem oder mehreren Benutzern bestätigen zu lassen, bevor sie in den offiziellen Quellcode integriert werden. Dabei kann auch ein automatischer Build-Prozess, wie ihn etwa Jenkins/Hudson zur Verfügung stellt, als Unterstützung verwendet werden. 

## Geschichte
Die Entwicklung von Gerrit begann, als ein System zur Quellcodeverwaltung für die Entwicklung des Betriebssystems Android gesucht wurde. Da an der Entwicklung von Android zahlreiche Google-Entwickler beteiligt waren, sollte dieses System einen ähnlichen Umfang wie das zuvor von Google verwendete Review-System Mondrian haben. Dazu wurde zunächst die Software Rietveld eingesetzt. Als sich zeigte, dass die Entwicklung dieser Software nicht schnell genug voranging, wurde Rietveld geforkt; es entstand Gerrit 1.0. Der Name Gerrit soll an den niederländischen Architekten Gerrit Rietveld erinnern.
Für Gerrit 2.0 wurde der gesamte Code des Forks neu geschrieben. Während Gerrit ursprünglich in Python programmiert war, ist es ab Version 2 in Java EE (Java Platform, Enterprise Edition, Java Servlet mit SQL) verfasst.

## Workflow
Das Review-System Gerrit wird zusammen mit einem Git-Repository verwendet.
Das Git-Repository enthält den Quellcode einer Software. Änderungen, die an diesem Quellcode vorgenommen werden sollen, könnten durch Benutzer mit den entsprechenden Rechten grundsätzlich mit dem Git-Befehl git push direkt in das Repository geschrieben werden.
Stattdessen kann jedoch auch eine Gerrit-Installation in der Form vorgeschaltet werden, dass die gewünschten Änderungen nicht direkt an das Repository gesendet werden können, sondern stattdessen an die Gerrit-Installation geschickt werden müssen. Gerrit bietet eine Webschnittstelle, in der die Änderungen diskutiert und verbesserte Versionen der Änderungen hochgeladen werden können. Es ist möglich, Änderungen als Diff-Ansicht zu vergleichen. Reviewer können ihre Kommentare an spezifische Zeilen anfügen und so auf einfache Weise den direkten Bezug zu einer bestimmten Codezeile herstellen. Über jeden Änderungssatz (Patch-Set genannt) kann abgestimmt werden. Nachdem ein Patch-Set die benötigten Stimmen erhalten hat, können Benutzer, die über die notwendigen Rechte verfügen, die Änderungen über die Webschnittstelle in das Repository schreiben.

## Verwendung
Die folgende Liste enthält beispielhaft einige bekannte Unternehmen und Projekte, die Gerrit verwenden oder verwendet haben:
- Android,[7] Qualcomm Innovation Center, MeeGo, Sony Ericsson
- Assembla[8]
- Intel, Red Hat, SAP
- Couchbase, WebM, TYPO3[9]
- CyanogenMod / LineageOS[10]
- Pixel Experience ROM
- Eclipse Software Foundation[11] (z. B. für das EGit/JGIT-Projekt)
- GerritForge[12]
- GWT[13]
- Kitware (z. B. CMake)[14][15]
- LibreOffice[16][17]
- MediaWiki[18][19]
- OpenAFS[20]
- OpenStack[21]
- Qt-Framework[22]
- Sandia National Laboratories
- Scilab[23]